# Pracovní bod
Pracovní bod, někdy též provozní bod nebo provozní stav je konkrétní bod na charakteristice technického zařízení, který se používá kvůli vlastnostem systému, vnějším vlivům a parametrům.

## Mechanické soustrojí

Obrázek 1: Pracovní bod stroje tvořeného asynchronním motorem a odstředivým čerpadlem nebo ventilátorem (poháněný stroj)

Obrázek 2: Nestabilní pracovní bod stroje tvořeného asynchronním motorem a odstředivým čerpadlem nebo ventilátorem (poháněný stroj)

Obrázek 3: Žádoucí a nežádoucí pracovní body stroje

Pracovní bod soustrojí je průsečík charakteristik závislosti točivého (krouticího) momentu na otáčkách pohonu a poháněného stroje.
Oba stroje jsou spojeny hřídelí, takže jejich otáčky jsou vždy stejné. Hnací motor vytváří krouticí moment, který způsobuje otáčení obou strojů. Poháněný stroj např. pohybuje médiem nebo otáčí koly vozidla proti statickému tření pneumatiky na vozovce.
- je-li točivý moment pohonu větší než moment zátěže, pak se otáčky pohonu zvyšují
- je-li hnací moment menší než moment zátěže, pak se otáčky pohonu snižují
- v pracovním bodě je hnací moment a moment zátěže v rovnováze, takže otáčky se nemění; změna otáček v pracovním bodě okamžitě způsobí změnu točivého momentu, který působí proti změně otáček.

Změna otáček v tomto bodě je tedy možná pouze vnějším regulačním zásahem, změnou momentu pohonu nebo momentu zátěže, nebo změnou charakteristiky pohonu nebo poháněného stroje. Vlastnosti se mění např. zvýšením výkonu pohonu nebo zatížení. Systém pak přejde do nového pracovního bodu s jinými otáčkami a jinou rovnováhou točivého momentu.
Pokud soustrojí nemá žádný pracovní bod, protože hnací moment je při každých otáčkách větší než moment zátěže, pohon se rozběhne, to znamená, že otáčky se budou stále zvyšovat dokud nedosáhnou volnoběžných otáček nebo dokud nedojde ke zničení stroje. Totéž platí, pokud je moment zátěže vždy větší než hnací moment, což vede k neustálému snižování otáček. Často se však stává, že moment zátěže je při menších otáčkách nižší než moment hnacího motoru, ale se zvyšujícími se otáčkami se velmi strmě zvyšuje. V tomto případě budou otáčky velmi nízké, v hraničním případě se pak pohon zcela zastaví kvůli vnitřnímu tření.

### Stabilní a nestabilní pracovní body
Pracovní body mohou být stabilní nebo nestabilní. Pro oba platí výše uvedená rovnováha otáček a krouticího momentu. V nestabilním pracovním bodě jsou však charakteristiky hnacího motoru a poháněného stroje téměř rovnoběžné, takže malá změna krouticího momentu může způsobit velkou změnu otáček. V praxi žádný stroj nemá nekonečný plochou charakteristiku, takže nestabilní pracovní „bod“ má ve skutečnosti podobu velmi širokého a dlouhého pásma možných provozních stavů stavů, mezi nimiž se pohon stále mění kvůli vnitřnímu i vnějšímu tření a změnám točivého momentu. Práce v nestabilním pracovním bodě je proto velmi nežádoucí.
Prostřední stav na Obrázku 3 vpravo je také nestabilní. Těmto stavům se často říká nestabilní pracovní bod, ale výše uvedené předpoklady o pracovním bodě zde neplatí. V tomto případě jsou otáčky a krouticí moment stejně velké, ale v tomto bodě krouticí moment hnacího motoru je okamžitě vyšší než moment zátěže poháněného stroje, když se otáčky poněkud zvýší, a obráceně, když se otáčky sníží. Kvůli tomu nedochází k stabilizačnímu účinku pracovního bodu na otáčky. Otáčky mohou „ujet“ oběma směry, takže soustrojí se dostane buď do pracovního bodu vlevo nebo vpravo.

### Žádoucí a nežádoucí pracovní body
Obrázek 3 znázorňuje případ, kdy asynchronní motor pohání pásový dopravník. Tento typ stroje má téměř konstantní odpor v celém rozsahu otáček. Při nevhodné volbě motoru (typ a velikost) existují tři možné pracovní body, každý se stejným krouticím momentem. Pracovní bod s nejvyššími otáčkami je žádoucí, protože poskytuje nejvyšší mechanický výkon (úměrný násobku točivého momentu a otáček), zatímco v jiných pracovních bodech se větší část elektrického výkonu (úměrná pouze točivému momentu) přemění na teplo. Kromě špatné energetické bilance se v důsledku toho může hnací stroj také přehřívat.
V případě ukázaném vpravo se navíc projevuje, že pohon nemůže sám dosáhnout příznivějšího provozního režimu se stejným točivým momentem a vyššími otáčkami (a tedy s vyšším mechanickým výkonem) v pravém pracovním bodě kvůli „momentovému žlabu“ mezi nežádoucím pracovním bodem a nestabilním pracovním bodem. U pohonu s konstantním momentem zátěže je možné použít spojku závislou na otáčkách, aby se zabránilo „uváznutí před kopcem“. Konstantní moment zátěže se zapojí až v okamžiku, kdy hnací motor bez zátěže dosáhne otáček za nestabilním bodem a soustrojí se proto bezpečně dostane do žádoucí pravého pracovního bodu. Alternativně je možné použít hnací motor s téměř konstantním krouticím momentem při různých otáčkách. Toho se dříve dosahovalo stejnosměrným komutátorovým motorem, nyní se používají asynchronní motory s kotvou nakrátko s efektem vytlačování proudu do vnějších vodičů nebo asynchronní motory s měničem frekvencí.

## Elektronika
Pracovní bod obvodu je klidový stav při nepřítomnosti signálu. Je dán konkrétním bodem na charakteristice. Z tohoto bodu se mění proud nebo napětí, pokud je přítomen užitečný signál. Aby se dosáhlo pokud možno nezkresleného, symetrického přenosu signálu, je pracovní bod normálně umístěn uprostřed charakteristiky, tzn. mezi maximálním a minimálním napětím nebo proudem. Takto pracuje zesilovač třídy A.
Pokud je požadována nesymetrická modulace, pracovní bod se posune na okraj charakteristiky (zesilovač třídy B, zesilovač třídy C). Každou půlvlnu signálu (kladnou a zápornou) zpracovává zvláštní tranzistor; dvojice tranzistorů tvoří koncový stupeň push-pull. Toto uspořádání se používá ve výkonových zesilovačích, protože umožňuje, aby tranzistory tekl nižší klidový proud, zatímco v zesilovači třídy A velký klidový proud ohřívá transistor.
Obrázek znázorňuje tranzistorový zesilovač a jeho chování při různém nastavení pracovního bodu. Úroveň signálu lze měnit potenciometrem P1, pracovní bod pomocí R a P2. Je-li pracovní bod uprostřed mezi maximálním (pracovním napětím) a minimálním napětím (nulovým potenciálem), může být signál symetrický okolo pracovního bodu. Posunutí pracovního bodu nahoru způsobí, že špičky signálu dosáhnou provozního napětí, posunutí dolů způsobí, že nejnižší úrovně narazí na nulový potenciál, což obojí způsobí zkreslení signálu. Ke zkreslení dojde také tehdy, když je zesilovač (kvůli příliš velkému vstupnímu signálu) přebuzený. V tomto případě nestačí rozsah mezi maximálním a minimálním napětím a zesilovač začíná signál ořezávat. Vznikají především liché harmonické, které jsou významné při výpočtu stupně zkreslení. Sudé harmonické nemají takový význam, protože jsou vnímány daleko méně rušivě. Pro snížení poměru mezi lichými a sudými harmonickými se používají takzvané Soft-Clipping obvody.

### Často používané pracovní body

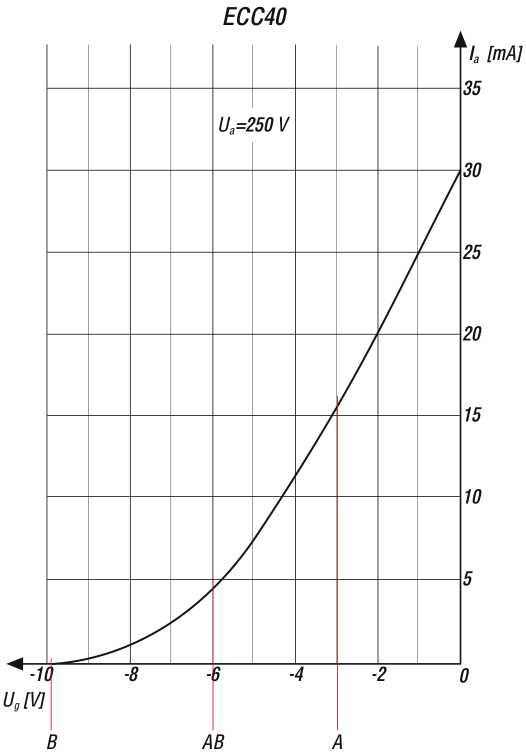
Obrázek 5: Charakteristika zesilovací elektronky s různými pracovními body

Následující text popisuje elektronkové obvody; pro tranzistorové však platí obdobná pravidla.

#### Zesilovač třídy A
U zesilovače třídy A je pracovní bod mírně nad polovinou charakteristiky udávající závislost anodového proudu na napětí mřížky (nacházející se ve druhém kvadrantu Kartézské soustavy souřadnic. Zesilovač třídy A se používá v téměř všech předzesilovacích stupních a výkonových zesilovačích (budicí proud Imax / klidový proud Ir = 1). Dynamický rozsah je omezen napětím mřížky anodovým proudem.

#### Zesilovač třídy B
U zesilovače třídy B leží předpětí mřížky v bodě charakteristiky, kde se anodový proud významně zvyšuje (budicí proud Imax / klidový proud Ir ≥ 10). Funkce zesilovacího stupně třídy B se tedy významně neliší od anodového usměrňovače, protože také zesiluje pouze kladné půlvlny přibližně sinusového signálu, který je bez stejnosměrných složek. Opačné půlvlny se obvykle zesilují pomocí druhého aktivního prvku, který pracuje v protitaktu. Spojení obou složek dává znovu úplný signál. Dynamický rozsah signálu může být dvojnásobný než dynamický rozsah zesilovače třídy A. Výsledkem je (teoreticky) čtyřnásobný výkon než u zesilovače třídy A.

#### Zesilovač třídy AB
Charakteristika elektronky má v bodě, kde začíná téct anodový proud zakřivení (nižší strmost), které způsobuje zkreslení signálu v blízkosti průchodu nulou. Toto vstupní zkreslení zesilovače třídy B lze snížit výběrem pracovního bodu s mírně větším anodovým proudem. Maximální výkon bude mírně nižší (budicí proud Imax / klidový proud Ir ≈ 5).

#### Zesilovač třídy C
U zesilovače třídy C neteče v nepřítomnosti vstupního signálu žádný anodový proud (budicí proud Imax / klidový proud Ir ≥ 100). Vzniklé nelineární zkreslení je omezeno frekvenčním filtrem na výstupu. Setrvačníkový efekt filtru vede k regeneraci uřezaných částí signálu. Při obálkové demodulaci má proto odříznutí části průběhu význam pouze při velmi vysoké úrovni modulace.

### Audion
V historickém audionu s mřížkovou demodulací používanou u elektronek se pracovní bod posouvá podle síly signálu. Při větších signálech se zmenšuje účinná strmost elektronky. Tato zvláštní vlastnost měla velký význam pro dobrou nastavitelnost zpětné vazby.